# Inkakrona
Inkakrona (Calathea crocata) är en växt inom släktet kalatea och familjen strimbladsväxter. Inkakrona är en växt med ovala blad i en tät rosett, och med en ovansida som är olivgrön medan undersidan är purpurfärgad. Vid blomning sträcker sig stänglar ovanför bladverket med guldgula blommor som kronor i toppen. Den här växten är en kortdagsväxt som bildar blomanlag när dagarna är kortare än 10 timmar och temperaturen är 17 - 20°C. Naturligt blommar den därför mitt i vintern från december till februari i Sverige. Inom yrkesodlingar luras den till att blomma på hösten genom kortdagsbehandling. 
Det vetenskapliga namnet Calathea kommer från det grekiska ordet kalathos och betyder korg. Det kommer förmodligen av att indianerna använt bladen hos en del arter till att fläta korgar av. Crocata betyder saffranslik. Synonym: Maranta crocata.

## Förekomst
Inkakrona kommer ursprungligen från regnskogarna i Brasilien och Peru.

## Odling
Inkakrona odlas som prydnadsväxt inomhus, även i Sverige. Den trivs bäst i mycket ljusa förhållanden, men den tål inte direkt solljus. För att få den att blomma fler gånger än en kan den placeras på en helt mörk plats i mer än 14 timmar per dygn. Inkakronan bör vattnas så att jorden aldrig riskerar att torka ut, men den är dock mindre känslig för torka än andra arter inom släktet. Under vinterhalvåret bör jorden få torka upp mellan gångerna man vattnar. Växtnäring kan ges i svaga doser under växtperioden från vår till höst, men inget tillskott under vintern. För att ge inkakronan en trivsam luftfuktighet kan den duschas med ljummet kalkfattigt vatten så ofta som möjligt. Normal rumstemperatur, det vill säga runt 20-22°C är en lämplig temperatur för denna växt på sommaren, medan temperaturen kan sänkas någon grad under vinterperioden (dock inte under 17°C). Omplantering sker vid behov under våren. Inkakronan förökas på våren genom delning eller med rhizom, som man lägger i jord och sedan täcker med plast. Temperaturen bör vara lite över 20°C tills plantor och knölar börjat växa. Växten finns i butikerna till och från året om.